# Brownlowia
Brownlowia é um género botânico pertencente à família Malvaceae.

## Espécies
- Brownlowia kleinhovioidea
- Brownlowia velutina